# Ким Чун Вон
Ким Чун Вон (кор. 김중원; род. 20 сентября 1973) — северокорейский бегун-марафонец, выступавший на международном уровне в 1995—2001 годах. Обладатель бронзовой медали Азиатских игр, победитель и призёр ряда крупных международных стартов, участник двух летних Олимпийских игр.

## Биография
Ким Чун Вон родился 20 января 1973 года (по другим данным — 20 сентября 1973 года).
Первого серьёзного успеха на марафонской дистанции добился в сезоне 1995 года, когда с результатом 2:12:22 выиграл домашний Пхеньянский марафон.
На Пхеньянском марафоне 1996 года вновь превзошёл всех соперников, установив при этом свой личный рекорд и показав лучший результат за всю историю этого забега — 2:10:50. Благодаря череде успешных выступлений удостоился права защищать честь страны на летних Олимпийских играх в Атланте — в программе марафона показал время 2:19:54, расположившись в итоговом протоколе соревнований на 38-й строке. Также в этом сезоне финишировал восьмым на Пекинском марафоне (2:13:27).
В 1997 году стал четвёртым в зачёте Пекинского марафона (2:13:45).
В 1998 году одержал победу на Пекинском марафоне (2:13:49), завоевал бронзовую награду в марафоне на Азиатских играх в Бангкоке (2:16:30).
В 1999 году отметился победой на Макаоском марафоне (2:15:21).
В 2000 году финишировал вторым на Пхеньянском марафоне (2:11:20). Принимал участие в Олимпийских играх в Сиднее — здесь в марафоне с результатом 2:18:04 занял 29-е место.
В 2001 году вновь победил на Пхеньянском марафоне (2:11:48).
Женат на титулованной северокорейской легкоатлетке Чон Сон Ок, чемпионке мира по марафону. В 2002 году у них родился сын Хё Иль. Ким отмечал, что имя ребёнку предложил сам лидер страны Ким Чен Ир.